# حسن الهيدوس
حسن خالد حسن الهيدوس (مواليد 11 ديسمبر 1990) هو لاعب كرة قدم قطري، يجيد اللعب في مركز الهجوم مع منتخب قطر الوطني ونادي السد في دوري نجوم قطر.

## روابط خارجية
- حسن الهيدوس على موقع الاتحاد الدولي (مؤرشف)  (الإنجليزية)
- حسن الهيدوس على موقع الاتحاد الأوربي (الإنجليزية)
- حسن الهيدوس على موقع قاعدة بيانات كرة القدم.إي يو (الإنجليزية)
- حسن الهيدوس على موقع ناشيونال فوتبول تيمز (الإنجليزية)
- حسن الهيدوس على موقع Soccerway.com (الإنجليزية)
- حسن الهيدوس على موقع عالم كرة القدم.نت (الإنجليزية)